# Otto P. Hornstein
Otto Paul Hornstein (* 22. Januar 1926 in München; † 19. März 2018 in Uttenreuth) war ein deutscher Dermatologe und langjähriger Direktor der Hautklinik der Universität Erlangen-Nürnberg.

## Leben
Otto P. Hornstein studierte von 1946 bis 1950 Humanmedizin an den Universitäten Erlangen, Würzburg und München. 1951 wurde er promoviert. Nach einer pathologisch-anatomischen Weiterbildung in Regensburg, Würzburg und Zürich und der Assistentenzeit an der Universitäts-Hautklinik Würzburg wurde er 1958 als Facharzt für Dermatologie zugelassen.
Seit seiner Emeritierung war er verstärkt karitativ tätig. So arbeitete er bei der Planung und Organisation eines deutsch-indischen medizinisch-karitativen Hilfswerks für HIV-positive Mütter und Schwangere sowie deren Kinder als ärztlicher Berater mit.
Er war Mitglied der katholischen Studentenverbindungen KDStV Thuringia Würzburg und KDStV Tuiskonia München.

## Wissenschaftlicher Werdegang
An der Universität Würzburg erhielt Hornstein 1958 die Lehrbefugnis für das Fach Dermatologie und Venerologie. Nach einer Assistentenzeit an der Universitäts-Hautklinik in Bonn und einem Stipendium für experimentelle Biologie an der Universität Uppsala (Schweden) wurde er 1963 zum Oberarzt und 1964 zum außerplanmäßigen Professor an der Universitäts-Hautklinik in Düsseldorf ernannt.
Von 1967 bis zu seiner Emeritierung 1995 war er ordentlicher Professor für Dermatologie und Venerologie sowie Direktor der Hautklinik der Universität Erlangen-Nürnberg. 1972 wurde diese unter seiner Leitung umbenannt in 'Dermatologische Universitätsklinik mit Poliklinik'. Zuvor hieß sie seit 1923 'Klinik und Poliklinik für Haut- und Geschlechtskrankheiten'.
Seine Hauptarbeitsgebiete waren die Histopathologie, Andrologie, berufsbedingte Dermatosen, Krankheiten der Mundschleimhaut, die Rheumatologie und Gastroenterologie. Nach ihm ist das Hornstein-Knickenberg-Syndrom benannt.

## Ehrungen
- Bundesverdienstkreuz 1. Klasse, 1993
- Bayerischer Verdienstorden, 1997

## Veröffentlichungen (Auswahl)
- Untersuchungen über die morphologisch faßbaren Nebennierenveränderungen bei tierexperimenteller Herzhypertrophie, Würzburg 1951
- Dermatologische Aspekte „rheumatoider“ Krankheiten, 2. Auflage, Basel 1989, Eular, ISBN 3-7177-0146-0
- Hautkrankheiten und Hautpflege im Alter, Stuttgart 2002, ISBN 3-8047-1829-9